# 札樽自動車道
札樽自動車道（日语：／ Sasson jidōshadō */?）是從北海道小樽市至札幌市的一條高速公路（高速自動車國道），總長約38.3公里，簡稱札樽道（日语：／ Sassondō */?），屬國土開發幹線自動車道中北海道橫斷自動車道的一部份。高速公路編號編為「E5A」。

## 概要
由於急彎道比較多，全線最高速度為時速80km。服務區、停車區未設加油站。

### 小樽交流道 - 札幌西交流道間
作為1972年（昭和47年）札幌冬奧時的主要路線道路，依據「奧運相關道路整備計畫」於1971年（昭和46年）以一般國道5號繞道札幌小樽道路興建，也稱札樽繞道。1973年（昭和48年）進行高規格幹線道路改建，升格為高速自動車國道。

### 札幌西交流道 - 札幌系統交流道間
札幌西交流道 - 札幌系統交流道區間是位於札幌新道（國道274號、國道5號）中央分離帶上的高架橋。由於大部分路段位於市區，沒有足夠用地建設一般高速自動車國道規格的交流道，幾乎所有交流道都採半交流道型式。

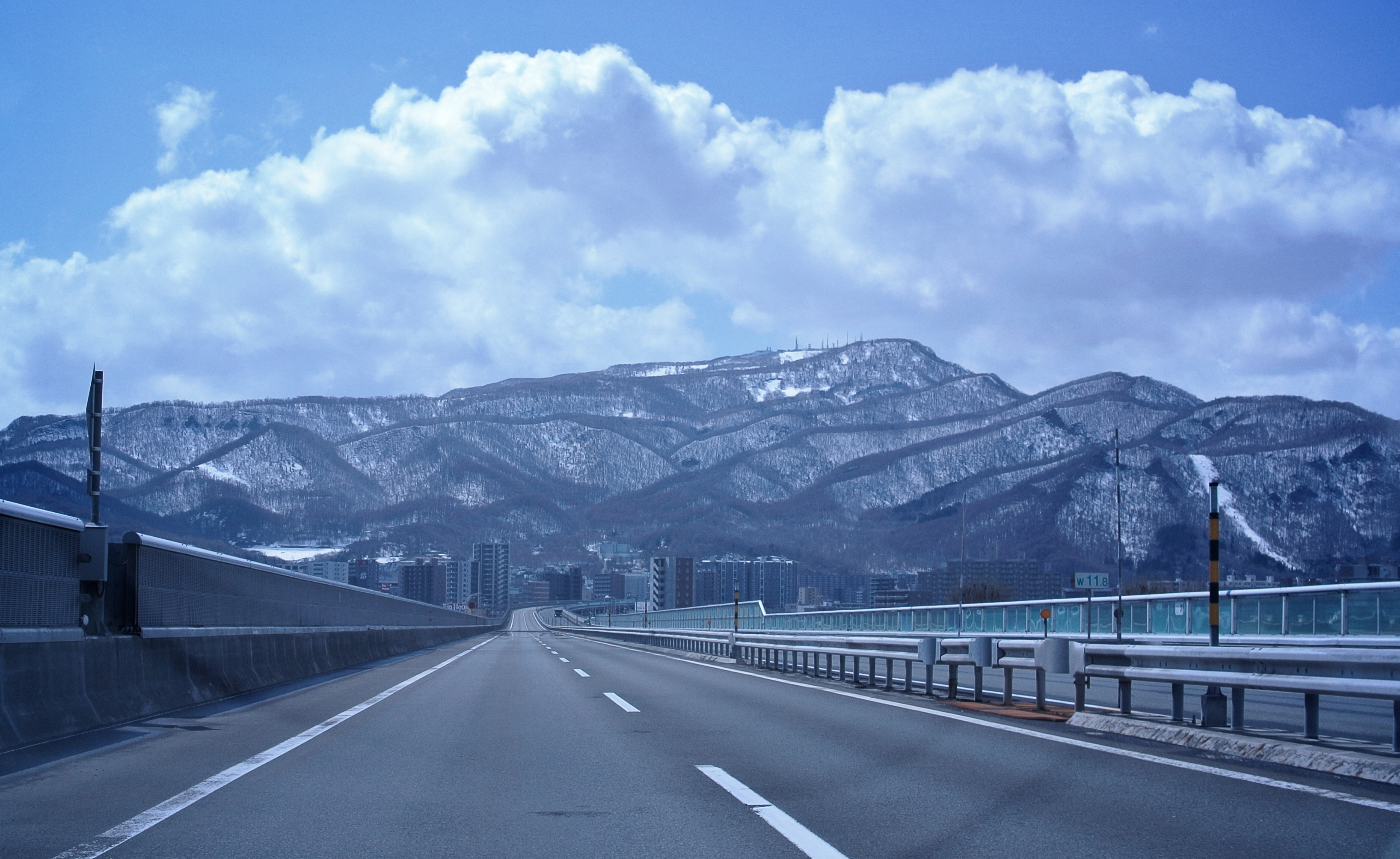
新川交流道、札幌西交流道間 （2013年4月）

## 交流道
此處的IC編號跟從距離標以札幌JCT→小樽IC記述。
- 交流道（IC）編號欄的背景色為■顯示該部分道路已經啟用。設施名欄的背景色為■顯示該部分設施尚未啟用。未開通路段名稱皆為臨時名稱。
- 巴士站（BS），○/●為使用中，◆為停用中設施。無標示者為沒有巴士站。
- 本線上距離標的距離數，數字前帶有「W」字母。
- IC為交流道的簡寫，JCT為公路分岔點（日语：ジャンクション (道路)）的簡寫，TB為公路收費站。

| IC編號 | 中文設施名              | 日文設施名          | 英文設施名 | 接續路線名                                       | 起點起計 （公里） | BS   | 備註                                                                               | 所在地         | 所在地 | 所在地                 |
| ------ | ----------------------- | ------------------- | ---------- | ------------------------------------------------ | ----------------- | ---- | ---------------------------------------------------------------------------------- | -------------- | ------ | ---------------------- |
| 32     | 札幌系統交流道          |                     |            | E5 道央自動車道                                  | 0.0               |      | 札幌交流道不能出入                                                                 | 石狩振興局     | 札幌市 | 白石區                 |
| 1      | 雁來交流道              |                     |            | 國道275號 國道274號（札幌新道）                  | 1.9               |      | 小樽方向出入口                                                                     | 石狩振興局     | 札幌市 | 東區                   |
| 2      | 伏古交流道              |                     |            | 國道274號（札幌新道） 北海道道112號札幌當別線    | 3.4               |      | 旭川、苫小牧方向出入口                                                             | 石狩振興局     | 札幌市 | 東區                   |
| 3      | 札幌北交流道            |                     |            | 國道274號（札幌新道）                            | 7.6               |      | 旭川、苫小牧方向出入口                                                             | 石狩振興局     | 札幌市 | 東區                   |
| 4      | 札幌北交流道            | 國道5號（札幌新道） | 7.6        |                                                  | 小樽方向出入口    | 北區 |                                                                                    | 石狩振興局     | 札幌市 |                        |
| 5      | 新川交流道              |                     |            | 國道5號（札幌新道） 北海道道125號前田新川線      | 10.2              | 北區 |                                                                                    | 石狩振興局     | 札幌市 | 旭川、苫小牧方向出入口 |
| 6      | 札幌西交流道/本線收費站 |                     |            | 國道5號（札幌新道） 北海道道124號宮之澤北一條線  | 14.0              |      | 附設公路收費站（旭川、苫小牧方向） 小樽方向出入口 有規劃從半交流道擴建成全套交流道 | 石狩振興局     | 札幌市 | 手稻區                 |
| 7      | 手稻交流道              |                     |            | 札幌市主要地方道9905號手稻交流道線（手稻山麓通） | 17.5              |      | 旭川、苫小牧方向出入口，小樽方向入口 有規劃從四分之三型交流道擴建成全套交流道      | 石狩振興局     | 札幌市 | 手稻區                 |
| -      | 金山停車區 緊急開口部   |                     |            | -                                                | 20.0              |      | 連接北海道兒童綜合醫療、療育中心                                                   | 石狩振興局     | 札幌市 | 手稻區                 |
| 8      | 錢函交流道              |                     |            | 北海道道147號錢函交流道線                        | 23.6              |      |                                                                                    | 後志綜合振興局 | 小樽市 | 小樽市                 |
| -      | 見晴巴士站              |                     |            | -                                                | 24.8              | ○    |                                                                                    | 後志綜合振興局 | 小樽市 | 小樽市                 |
| 9      | 小樽系統交流道          |                     |            | E5A 後志自動車道                                 | 34.0              |      | 札樽道小樽方向不可往後志道（興建中。反向可以）                                     | 後志綜合振興局 | 小樽市 | 小樽市                 |
| -      | 新光巴士站              |                     |            | -                                                | 34.7              | ○    |                                                                                    | 後志綜合振興局 | 小樽市 | 小樽市                 |
| 10     | 朝里交流道/本線收費站   |                     |            | 北海道道1號小樽定山溪線                          | 35.3              |      |                                                                                    | 後志綜合振興局 | 小樽市 | 小樽市                 |
| 11     | 小樽交流道              |                     |            | 國道5號 北海道道17號小樽港線                     | 38.3              |      |                                                                                    | 後志綜合振興局 | 小樽市 | 小樽市                 |

## 歷史
- 1971年12月4日 : 國道5號札幌小樽道路（札樽支道）小樽交流道 - 札幌西交流道間通車，為2車道。
  - 札幌冬奧前開通，當時為暫定2車道。此外，當時的札幌西交流道稱為札幌交流道。[4]
- 1973年4月1日 : 札幌小樽道路昇格為高速自動車國道的札樽自動車道。
- 1974年8月22日 : 小樽交流道 - 札幌西交流道間4車道化。
- 1992年9月30日 : 札幌西交流道 - 札幌系統交流道間通車，連接道央自動車道。錢函本線收費站移設札幌西交流道。
- 2005年10月1日 : 日本道路公團民營化，成為東日本高速道路株式會社管轄路線。
- 2018年（平成30年）12月8日：後志自動車道余市交流道（日语：余市インターチェンジ） - 小樽系統交流道間開通，本道路連接後志自動車道[5][6]。
  - 部分交流道編號變更（朝里交流道編號從「9」改為「10」，小樽交流道編號從「10」改為「11」，小樽系統交流道編號「9」[注 1]）。
- 2019年（令和元年）11月24日：手稻交流道（小樽方向入口）啟用[9]。

## 路線狀況

### 車道、最高速度
| 區間                        | 車道數 上下線=上行線+下行線 | 最高速率 |
| --------------------------- | --------------------------- | -------- |
| 札幌系統交流道 - 小樽交流道 | 4=2+2                       | 80km/h   |

### 主要隧道
| 名稱     | 長度   | 長度   | 區間                               | 備註 |
| 名稱     | 上行線 | 下行線 | 區間                               | 備註 |
| -------- | ------ | ------ | ---------------------------------- | ---- |
| 張碓隧道 | 610 m  | 595 m  | 錢函交流道 - 小樽系統交流道        |      |
| 朝里隧道 | 754 m  | 748 m  | 朝里交流道/本線收費站 - 小樽交流道 |      |
| 若竹隧道 | 410 m  | 425 m  | 朝里交流道/本線收費站 - 小樽交流道 |      |

### 隧道數量
| 區間                                   | 上行線 | 下行線 |
| -------------------------------------- | ------ | ------ |
| 札幌系統交流 - 錢函交流道              | 0      | 0      |
| 錢函交流道 - 小樽系統交流道            | 1      | 1      |
| 小樽系統交流道 - 朝里交流道/本線收費站 | 0      | 0      |
| 朝里交流道/本線收費站 - 小樽交流道     | 2      | 2      |
| 合計                                   | 3      | 3      |

### 道路管理者
- 東日本高速道路北海道支社（日语：東日本高速道路北海道支社）
  - 札幌管理事務所：全線

#### 高速公路廣播
- 錢函（錢函交流道 - 朝里交流道/本線收費站）

### 收費

#### 札幌西交流道 - 小樽交流道間
先行開通的札幌西交流道 - 小樽交流道，由於原是一般國道繞道，有著獨立的收費體系，因此札樽道有著與其他高速自動車國道不同的變化型收費方式。
後志自動車道開通後，配合各收費站改建，手稻交流道（札幌方向）以外的入口收費站從收據式「入口券」改成與其他高速道路相同的「通行券」。

##### 入口
小樽（朝里本線）
由於該交流道沒有收費站，朝里交流道才設有本線收費站，因此除了本交流道入朝里交流道出的情形以外，都在該收費站發行通行券（ETC是紀錄入口資訊）。
- 這是2018年（平成30年）11月30日後志自動車道開通後的設計，之前必須經由入口收費站才能進入札樽自動車道。

朝里
入口收費站依據進行方向有不同收費方式，上行線（小樽方向）收取至小樽的費用，下行線（札幌方向）由自動售票機發行通行券（ETC是紀錄入口資訊）。
- 這是2018年（平成30年）6月27日收費站改建後的方式，原本的入口收費所採取以下方式收費。
  - 現金（一般車道）：告訴收費員要使用上行或下行線，上行線（小樽方向）收取至小樽的費用，下行線（札幌方向）領取入口券。
  - ETC：感應門一律先收取至小樽的費用，之後進入下行線（札幌方向）匝道時，由匝道天線紀錄從朝里交流道出發往下行線方向（此時，錢函交流道或札幌西本線收費站會收取扣除小樽通行費後的差額）。

錢函
發行通行券（ETC是紀錄入口資訊）。2018年（平成30年）12月4日以前是領取收據式入口券。
手稻
上行線入口（小樽方向）由自動售票機發行通行券（ETC是紀錄入口資訊），下行線入口（札幌方向）是領取入口券（ETC是紀錄入口資訊）。
札幌西本線、札幌西
直接通過。

##### 出口
小樽（朝里本線）
持有通行券、入口券（ETC是讀取入口交流道資訊）可判斷是從錢函、手稻或後志自動車道出發，未持有的話則是以札幌西計算。
從余市交流道進入高速道路時，余市 - 小樽鹽谷間的費用（400日圓）先在余市本線收費站收取，這是未設札幌西本線收費站（小樽方向）的替代措施。余市→小樽900日圓、札幌西→小樽810日圓，因此朝里、朝里本線各收費站對於無通行券使用者收取較高的札幌西費用。（上述費用是後志自動車道開通日（2018年12月8日）的普通車費用）
朝里
下行線（小樽方向）一律從小樽計算，上行線（札幌、余市方向）以通行券、入口券或ETC入口資訊確認出發點是錢函、手稻或後志自動車道，沒有的話則以札幌西計算。
- 這是2018年（平成30年）6月27日收費站整修以後的方法，之前方法如下：
  - 車輛未搭載ETC，由收費員目視確認出發方向。
  - 車輛搭載ETC時，由於下行線匝道設有感應天線，有該資訊則判斷是從小樽出發，沒有則從札幌方向出發。

錢函
下行線（小樽、余市方向）以通行券、入口券或ETC入口資訊計算。上行線（札幌方向）有通行券以手稻計算，沒有以札幌西計算。
- 這是2018年（平成30年）12月4日以後（8日後志自動車道小樽系統交流道 - 余市交流道開通前，錢函交流道先行完成喇叭型化，並且出口收費站增設車道、方向分離）的方法，之前方法如下：
  - 車輛未搭載ETC，由收費員目視確認出發方向。
  - 車輛搭載ETC時，由於上行線匝道設有感應天線，有該資訊則判斷是從札幌方向出發，沒有則從小樽方向出發。

手稻（上行線出口）
一律以札幌西計算。
札幌西（出口）
依據通行券、入口券、ETC資訊計算。
札幌西本線
除了札幌西出口的收費條件，加上均一區間費用一同精算。
利用ETC從札幌西交流道入場時，依據出場時間判斷是否適用ETC優惠（與朝里本線收費站札幌西方向設置前的小樽交流道入場計算方式一樣）。朝里交流道往札幌方向，2018年（平成30年）6月27日以前的費用分兩次收取，並依據全區間使用時間判斷是否適用優惠。

#### 均一區間
札幌西交流道 - 道央道札幌南交流道為均一區間，小樽方向、苫小牧方向、旭川方向進入該區間時需支付費用。
連續使用均一區間內外區間時，依據各區間距離及各區間內收費站通過時間判斷是否適用ETC優惠。
2009年（平成21年）3月28日至2011年（平成23年）實施假日特別優惠（「高速上限1,000日圓」），普通車、輕自動車等（含自動二輪）享有五折、上限1,000日圓優惠。4月29日起，跨札樽道均一區間也適用上限1,000日圓優惠。

### 交通量
平日24小時交通量（道路交通調查）
| 區間                              | 平成17（2005）年度 | 平成22（2010）年度 | 平成27（2015）年度 |
| --------------------------------- | ------------------ | ------------------ | ------------------ |
| 札幌系統交流道 - 雁來交流道       | 39,879             | 44,662             | 50,111             |
| 雁來交流道 - 伏古交流道           | 44,695             | 54,220             | 55,794             |
| 伏古交流道 - 札幌北第1交流道      | 37,741             | 45,341             | 46,634             |
| 札幌北第1交流道 - 札幌北第2交流道 | 25,136             | 31,441             | 33,842             |
| 札幌北第2交流道 - 新川交流道      | 28,246             | 34,219             | 37,510             |
| 新川交流道 - 札幌西交流道         | 10,662             | 11,072             | 16,127             |
| 札幌西交流道 - 手稻交流道         | 17,646             | 16,952             | 22,139             |
| 手稲交流道 - 錢函交流道           | 13,613             | 13,344             | 18,294             |
| 錢函交流道 - 小樽系統交流道       | 13,059             | 13,494             | 17,107             |
| 小樽系統交流道 - 朝里交流道       | 13,059             | 13,494             | 17,107             |
| 朝里交流道 - 小樽交流道           | 11,001             | 11,148             | 14,517             |

（來源：「平成22年度道路交通センサス （页面存档备份，存于）」・「平成27年度全国道路・街路交通情勢調査 （页面存档备份，存于）」（國土交通省網頁））
- 令和2年度預定實施的交通量調査因嚴重特殊傳染性肺炎的影響而延期[19]。

## 地理

### 通過自治體
- 北海道
  - 後志綜合振興局管內
    - 小樽市

  - 石狩振興局管內
    - 札幌市（手稻區 - 西區 - 北區 - 東區 - 白石區）

### 連接高速道路
- E5 道央自動車道 - 札幌系統交流道直通
- E5A 後志自動車道 - 小樽系統交流道連接

### 備註
1. ↑  「ハイウェイウォーカー」北海道版2018年11月号においては従来の方式で記載されている[7]のに対し、同2018年12月号においては新しい方式で記載されている[8]。
2. ↑  朝里交流道至小樽交流道的通行費為全區間最低。2018年6月，朝里交流道 - 小樽交流道間的普通車通常費用是240日圓，比從朝里交流道至反方向的第一座交流道錢函交流道費用（470日圓）還低[15]。

## 相關項目
- 日本高速公路
- 高速自動車國道
- 北海道地方道路列表（日语：北海道地方の道路一覧）
- 北海道

## 外部連結
- NEXCO東日本 （页面存档备份，存于）